# Équipe de France de football à la Coupe du monde 1998
Cet article relate le parcours de l'équipe de France de football lors de la Coupe du monde organisée en France du 10 juin au 12 juillet 1998. Le parcours de l'équipe de France vers son premier titre mondial remporté à domicile n'est pas des plus aisés : les Bleus, premiers de leur groupe du premier tour avec trois victoires, battent le Paraguay 1-0 en huitièmes de finale sur un but en or marqué en prolongations par Laurent Blanc, ils éliminent ensuite l'Italie aux tirs au but 4-3 au terme d'un match au score vierge, puis viennent à bout de la Croatie en demi-finale grâce au plus improbable des buteurs : le défenseur Lilian Thuram qui marque à deux reprises pour la seule fois de sa longue carrière internationale et envoie son équipe en finale (2-1). Dans le match face aux tenants du titre brésiliens, arrivés en finale grâce à leur qualification aux tirs au but devant les Pays-Bas (1-1 après prolongations, 4-2), Zinédine Zidane marque deux buts de la tête sur corner en première mi-temps, puis Emmanuel Petit parachève le score de 3-0 en fin de match alors que la France joue à dix après l'expulsion de Marcel Desailly. Le soir, sur les Champs-Élysées, 1,5 million de personnes fêtent la victoire des Bleus.

## Préparation de l'événement

### Contexte
Après deux non-qualifications consécutives pour les Mondiaux de 1990 et 1994 et un Championnat d'Europe 1996 prometteur dont le parcours s'est arrêté en demi-finale contre la République Tchèque aux tirs au but, l'Equipe de France est qualifiée d'office pour la Coupe du Monde de 1998 disputée à domicile.

### Mascotte
Jules est la mascotte de l'équipe de France de football.
Il s'agit d'un coq blanc coiffé d'un béret rouge et vêtu du maillot bleu de l'équipe de France. Sa queue est composée d'une plume bleue, suivie d'une plume blanche, qui est elle-même suivie d'une plume rouge.
Son prénom vient de celui de Jules Rimet, le créateur de la coupe du monde.
La mascotte avait été imaginée pour la coupe du monde de football de 1994, mais le projet avait été suspendu en raison de l'élimination de la France lors des qualifications.
Il n'eut que très peu de succès. On le trouva trop ridicule, comme une insulte aux supporters de football. Le petit-fils de Jules Rimet fut scandalisé par l'utilisation du prénom de son grand-père pour nommer la mascotte.
On le confond ou l'associe souvent avec son « frère » Footix. Mais alors que Jules est la mascotte de l'équipe de France, Footix est la mascotte de la coupe du monde 1998.

### Qualification
La France est qualifiée d'office en tant que pays organisateur. Elle a obtenu l'organisation de la Coupe du monde 1998, le 2 juillet 1992 par douze voix contre sept face au Maroc.

### Préparation
| Date        | Ville      | Équipe 1 | Équipe 2 | Résultat |         |
| 27 mai 1998 | Casablanca | France   | Belgique | 1 - 0    |         |
| 29 mai 1998 | Casablanca | Maroc    | France   | 2 - 2    | 6 tab 5 |
| 5 juin 1998 | Helsinki   | Finlande | France   | 0 - 1    |         |

Pour se préparer, l'équipe de France effectue un stage d'oxygénation à Tignes. Puis les Bleus se rendent au Maroc pour participer au Tournoi Hassan II (1998), avec l'Angleterre, la Belgique et le Maroc. Cependant, Français et Anglais ne se rencontrent pas. C'est au cours du tournoi que Fabien Barthez est choisi comme titulaire à la place de Bernard Lama. La France remporte le Tournoi Hassan II malgré sa défaite aux tirs au but face au Maroc. L'équipe de France dispute un dernier match de préparation contre la Finlande. David Trezeguet y inscrit son premier but avec les Bleus. Zidane, pour sa part, est très nerveux : il reçoit un carton jaune pour avoir piétiné le Finlandais Wiss, auteur d'un marquage individuel très musclé à la limite de la régularité.

### Soupçons de dopage
Jean-Pierre Paclet, médecin de l'équipe de France, des Espoirs puis des A de 1993 à 2008, pointe des anomalies dans le sang de certains joueurs dans son livre L’Implosion : « Des analyses de sang ont révélé des anomalies sur plusieurs Bleus juste avant la Coupe du monde 1998. On peut avoir de forts soupçons quand on connaît les clubs où certains joueurs évoluaient, notamment ceux du Championnat en Italie ». De telles accusations ont été rejetées par Laurent Blanc et Marcel Desailly, qui a également joué dans ce tournoi à ce moment-là, dit qu'il n'y avait « aucune crédibilité ».

### Séjour et hébergement
Pendant la Coupe du monde, l'équipe de France réside à Clairefontaine.

### Maillot
Pour la Coupe du monde 1998, l'équipementier de l'équipe de France est Adidas qui lui a confectionné un maillot spécial pour la compétition. Ce maillot se réfère expressément à la tenue que portait l'équipe de France de football pendant la Coupe d'Europe 1984, qui se déroulait en France, et remportée par la France.
| Couleurs | Bleu, blanc et rouge |
| Marque   | Adidas               |
| Domicile | Extérieur            |

## Joueurs et encadrement
Le 5 mai 1998, Aimé Jacquet annonce une liste de 28 joueurs. Cette annonce provoque l'irritation de certains médias (dont le quotidien L'Équipe), qui s'attendaient à la liste définitive et des reproches à l'encontre du sélectionneur qui sera amené à exclure 6 joueurs du groupe.  
La liste des 22 joueurs est finalement annoncée par Aimé Jacquet le 22 mai 1998 à Clairefontaine ; Lionel Letizi, Martin Djetou,  Ibrahim Ba, Sabri Lamouchi, Pierre Laigle et Nicolas Anelka sont les six joueurs écartés,.

## Compétition

### Premier tour
Le tirage au sort de la phase finale est effectué le jeudi 4 décembre 1997 au Stade Vélodrome de Marseille par Joseph Blatter, futur président de la FIFA et par Raymond Kopa[réf. souhaitée]. La France, tête de série, est placée dans le groupe C en compagnie du Danemark, de l'Afrique du Sud et de l'Arabie saoudite.

#### France - Afrique du Sud
| Match 7                                                   | France                                     | 3 - 0   | Afrique du Sud | Stade Vélodrome, Marseille                                 |                                                            |
| 12 juin 1998 · 21 h 0 (UTC+1) · Historique des rencontres | Dugarry 36e · Issa 77e (csc) · Henry 90+2e | (1 - 0) |                | Spectateurs : 55 000 Arbitrage : Márcio Rezende de Freitas | Spectateurs : 55 000 Arbitrage : Márcio Rezende de Freitas |
| 12 juin 1998 · 21 h 0 (UTC+1) · Historique des rencontres | Petit 28e · Deschamps 53e · Zidane 75e     | Rapport | 39e Jackson    | Spectateurs : 55 000 Arbitrage : Márcio Rezende de Freitas | Spectateurs : 55 000 Arbitrage : Márcio Rezende de Freitas |

| France | Afrique du Sud |

| FRANCE :        |    |                    |     |     |
|                 |    |                    |     |     |
| Gardien de but  | 16 | Fabien Barthez     |     |     |
|                 | 03 | Bixente Lizarazu   |     |     |
|                 | 08 | Marcel Desailly    |     |     |
|                 | 05 | Laurent Blanc      |     |     |
|                 | 15 | Lilian Thuram      |     |     |
|                 | 17 | Emmanuel Petit     | 28e | 73e |
|                 | 07 | Didier Deschamps   | 53e |     |
|                 | 06 | Youri Djorkaeff    |     | 84e |
|                 | 10 | Zinédine Zidane    | 75e |     |
|                 | 12 | Thierry Henry      |     |     |
|                 | 09 | Stéphane Guivarc'h |     | 26e |
| Remplaçants :   |    |                    |     |     |
|                 | 21 | Christophe Dugarry |     | 26e |
|                 | 14 | Alain Boghossian   |     | 73e |
|                 | 20 | David Trezeguet    |     | 84e |
| Sélectionneur : |    |                    |     |     |
| Aimé Jacquet    |    |                    |     |     |

| AFRIQUE DU SUD :   |    |                   |     |     |
|                    |    |                   |     |     |
| Gardien de but     | 01 | Hans Vonk         |     |     |
|                    | 19 | Lucas Radebe      |     |     |
|                    | 05 | Mark Fish         |     |     |
|                    | 21 | Pierre Issa       |     |     |
|                    | 03 | David Nyathi      |     |     |
|                    | 04 | Willem Jackson    | 39e |     |
|                    | 07 | Quinton Fortune   |     |     |
|                    | 10 | John Moshoeu      |     |     |
|                    | 12 | Brendan Augustine |     | 56e |
|                    | 17 | Benedict McCarthy |     | 89e |
|                    | 06 | Phil Masinga      |     |     |
| Remplaçants :      |    |                   |     |     |
|                    | 11 | Helman Mkhalele   |     | 56e |
|                    | 09 | Shaun Bartlett    |     | 89e |
| Sélectionneur :    |    |                   |     |     |
| Philippe Troussier |    |                   |     |     |

#### France - Arabie saoudite
| Match 22                                                  | France                                               | 4 - 0   | Arabie saoudite                               | Stade de France, Saint-Denis                          |                                                       |
| 18 juin 1998 · 21 h 0 (UTC+1) · Historique des rencontres | Henry 37e · Trezeguet 68e · Henry 78e · Lizarazu 85e | (1 - 0) |                                               | Spectateurs : 80 000 Arbitrage : Arturo Brizio Carter | Spectateurs : 80 000 Arbitrage : Arturo Brizio Carter |
| 18 juin 1998 · 21 h 0 (UTC+1) · Historique des rencontres | Blanc 36e · Lizarazu 50e · Zidane 71e                | Rapport | 7e Al-Jahani · 19e Al-Khilaiwi · 82e Al-Jaber | Spectateurs : 80 000 Arbitrage : Arturo Brizio Carter | Spectateurs : 80 000 Arbitrage : Arturo Brizio Carter |

| France | Arabie saoudite |

| FRANCE :        |    |                    |     |     |
|                 |    |                    |     |     |
| Gardien de but  | 16 | Fabien Barthez     |     |     |
|                 | 03 | Bixente Lizarazu   | 50e |     |
|                 | 08 | Marcel Desailly    |     |     |
|                 | 05 | Laurent Blanc      | 36e |     |
|                 | 15 | Lilian Thuram      |     |     |
|                 | 07 | Didier Deschamps   |     |     |
|                 | 14 | Alain Boghossian   |     |     |
|                 | 13 | Bernard Diomède    |     | 58e |
|                 | 10 | Zinédine Zidane    | 71e |     |
|                 | 12 | Thierry Henry      |     | 79e |
|                 | 21 | Christophe Dugarry |     | 30e |
| Remplaçants :   |    |                    |     |     |
|                 | 20 | David Trezeguet    |     | 30e |
|                 | 06 | Youri Djorkaeff    |     | 58e |
|                 | 11 | Robert Pirès       |     | 79e |
| Sélectionneur : |    |                    |     |     |
| Aimé Jacquet    |    |                    |     |     |

| ARABIE SAOUDITE :       |    |                      |     |         |
|                         |    |                      |     |         |
| Gardien de but          | 01 | Mohammed al-Deayea   |     |         |
|                         | 13 | Hussein Sulimani     |     |         |
|                         | 04 | Abdullah Zubromawi   |     |         |
|                         | 03 | Mohammed al-Khilaiwi | 19e |         |
|                         | 02 | Mohammed al-Jahani   | 7e  | 76e     |
|                         | 20 | Hamzah Saleh         |     |         |
|                         | 16 | Khamis al-Owairan    |     |         |
|                         | 06 | Fuad Amin            |     |         |
|                         | 07 | Ibrahim al-Shahrani  |     |         |
|                         | 10 | Saeed al-Owairan     |     | 33e     |
|                         | 09 | Sami al-Jaber        | 82e |         |
| Remplaçants :           |    |                      |     |         |
|                         | 12 | Ibrahim al-Harbi     |     | 33e 65e |
|                         | 14 | Khalid al-Muwallid   |     | 65e     |
|                         | 17 | Ahmad al-Doukhi      |     | 76e     |
| Sélectionneur :         |    |                      |     |         |
| Carlos Alberto Parreira |    |                      |     |         |

#### France - Danemark
| Match 37                                                  | France                           | 2 - 1   | Danemark                  | Stade de Gerland, Lyon                             |                                                    |
| 24 juin 1998 · 16 h 0 (UTC+1) · Historique des rencontres | Djorkaeff 12e (pen.) · Petit 56e | (1 - 1) | 42e (pen.) M. Laudrup     | Spectateurs : 39 100 Arbitrage : Pierluigi Collina | Spectateurs : 39 100 Arbitrage : Pierluigi Collina |
| 24 juin 1998 · 16 h 0 (UTC+1) · Historique des rencontres | Diomède 53e · Vieira 62e         | Rapport | 65e Colding · 78e Tøfting | Spectateurs : 39 100 Arbitrage : Pierluigi Collina | Spectateurs : 39 100 Arbitrage : Pierluigi Collina |

| France | Danemark |

| FRANCE :        |    |                    |     |     |
|                 |    |                    |     |     |
| Gardien de but  | 16 | Fabien Barthez     |     |     |
|                 | 02 | Vincent Candela    |     |     |
|                 | 08 | Marcel Desailly    |     |     |
|                 | 18 | Frank Lebœuf       |     |     |
|                 | 19 | Christian Karembeu |     |     |
|                 | 17 | Emmanuel Petit     |     | 64e |
|                 | 04 | Patrick Vieira     | 62e |     |
|                 | 13 | Bernard Diomède    | 53e |     |
|                 | 06 | Youri Djorkaeff    |     |     |
|                 | 11 | Robert Pirès       |     | 71e |
|                 | 20 | David Trezeguet    |     | 85e |
| Remplaçants :   |    |                    |     |     |
|                 | 14 | Alain Boghossian   |     | 64e |
|                 | 12 | Thierry Henry      |     | 71e |
|                 | 09 | Stéphane Guivarc'h |     | 85e |
| Sélectionneur : |    |                    |     |     |
| Aimé Jacquet    |    |                    |     |     |

| DANEMARK :      |    |                    |     |        |
|                 |    |                    |     |        |
| Gardien de but  | 01 | Peter Schmeichel   |     |        |
|                 | 05 | Jan Heintze        |     |        |
|                 | 04 | Jes Høgh           |     |        |
|                 | 03 | Marc Rieper        |     |        |
|                 | 13 | Jacob Laursen      |     | 46e MT |
|                 | 07 | Allan Nielsen      |     |        |
|                 | 06 | Thomas Helveg      |     |        |
|                 | 02 | Michael Schjønberg |     |        |
|                 | 10 | Michael Laudrup    |     |        |
|                 | 21 | Martin Jørgensen   |     | 54e    |
|                 | 11 | Brian Laudrup      |     | 75e    |
| Remplaçants :   |    |                    |     |        |
|                 | 12 | Søren Colding      | 65e | 46e MT |
|                 | 19 | Ebbe Sand          |     | 54e    |
|                 | 15 | Stig Tøfting       | 78e | 75e    |
| Sélectionneur : |    |                    |     |        |
| Bo Johansson    |    |                    |     |        |

#### Classement
|   | Équipe          | Pts | J | G | N | P | Bp | Bc | Diff |
| 1 | France          | 9   | 3 | 3 | 0 | 0 | 9  | 1  | +8   |
| 2 | Danemark        | 4   | 3 | 1 | 1 | 1 | 3  | 3  | 0    |
| 3 | Afrique du Sud  | 2   | 3 | 0 | 2 | 1 | 3  | 6  | -3   |
| 4 | Arabie saoudite | 1   | 3 | 0 | 1 | 2 | 2  | 7  | -5   |

| 6  | 12 juin 1998 | Arabie saoudite | 0 - 1 | Danemark        |
| 7  | 12 juin 1998 | France          | 3 - 0 | Afrique du Sud  |
| 21 | 18 juin 1998 | Afrique du Sud  | 1 - 1 | Danemark        |
| 22 | 18 juin 1998 | France          | 4 - 0 | Arabie saoudite |
| 37 | 24 juin 1998 | France          | 2 - 1 | Danemark        |
| 38 | 24 juin 1998 | Afrique du Sud  | 2 - 2 | Arabie saoudite |

### Huitième de finale
| 28 juin 1998                                | France     | 1 - 0 a. p. ·  | Paraguay                                                        | Stade Félix-Bollaert, Lens                   |                                              |
| 16 h 30 (UTC+1) · Historique des rencontres | Blanc 114e | (0 - 0, 0 - 0) |                                                                 | Spectateurs : 31 800 Arbitrage : Ali Bujsaim | Spectateurs : 31 800 Arbitrage : Ali Bujsaim |
| 16 h 30 (UTC+1) · Historique des rencontres |            | Rapport        | 19e Chilavert · 23e Benítez · 32e Enciso · 84e Arce · 99e Rojas | Spectateurs : 31 800 Arbitrage : Ali Bujsaim | Spectateurs : 31 800 Arbitrage : Ali Bujsaim |

| France | Paraguay |

| FRANCE :        |    |                    |  |     |
|                 |    |                    |  |     |
| Gardien de but  | 16 | Fabien Barthez     |  |     |
|                 | 03 | Bixente Lizarazu   |  |     |
|                 | 08 | Marcel Desailly    |  |     |
|                 | 05 | Laurent Blanc      |  |     |
|                 | 15 | Lilian Thuram      |  |     |
|                 | 17 | Emmanuel Petit     |  | 69e |
|                 | 07 | Didier Deschamps   |  |     |
|                 | 13 | Bernard Diomède    |  | 76e |
|                 | 06 | Youri Djorkaeff    |  |     |
|                 | 12 | Thierry Henry      |  | 65e |
|                 | 20 | David Trezeguet    |  |     |
| Remplaçants :   |    |                    |  |     |
|                 | 11 | Robert Pirès       |  | 65e |
|                 | 14 | Alain Boghossian   |  | 69e |
|                 | 09 | Stéphane Guivarc'h |  | 76e |
| Sélectionneur : |    |                    |  |     |
| Aimé Jacquet    |    |                    |  |     |

| PARAGUAY :              |    |                         |     |     |
|                         |    |                         |     |     |
| Gardien de but          | 01 | José Luis Chilavert     | 19e |     |
|                         | 11 | Pedro Sarabia           |     |     |
|                         | 05 | Celso Ayala             |     |     |
|                         | 04 | Carlos Gamarra          |     |     |
|                         | 21 | Jorge Luis Campos       |     | 55e |
|                         | 02 | Francisco Arce          | 84e |     |
|                         | 13 | Carlos Humberto Paredes |     | 75e |
|                         | 16 | Julio César Enciso      | 32e |     |
|                         | 10 | Roberto Acuña           |     |     |
|                         | 09 | José Cardozo            |     | 91e |
|                         | 15 | Miguel Ángel Benítez    | 23e |     |
| Remplaçants :           |    |                         |     |     |
|                         | 07 | Julio César Yegros      |     | 55e |
|                         | 20 | Denis Caniza            |     | 75e |
|                         | 08 | Arístides Rojas         | 99e | 91e |
| Sélectionneur :         |    |                         |     |     |
| Paulo César Carpeggiani |    |                         |     |     |

### Quart de finale
Le quart de finale France-Italie se termine par une qualification de la France et l’élimination de l’Italie après les prolongations et l'épreuve des tirs au but.

#### Repères
Dans la série des confrontations entre les équipes de France et d’Italie, cette rencontre présente un intérêt particulier car il s’agit d’un quart de finale de Coupe du monde.
La France, en tant que pays organisateur, est particulièrement motivée pour gagner ce match et atteindre le stade des demi-finales pour la quatrième fois de son histoire (après 1958, 1982 et 1986). Pour sa part, l'équipe d'Italie est déjà une habituée des bons résultats en coupe du monde (victorieuse en 1934, en 1938 et en 1982, troisième en 1990 et finaliste en 1970 et 1994).
À noter toutefois que la dernière rencontre des deux formations lors d'un tournoi majeur s'est soldée par la victoire de la France en huitième de finale de la Coupe du monde 1986.
Ce match a en outre une importance particulière pour de nombreux joueurs qui sont coéquipiers dans des clubs du championnat d'Italie et qui sont donc très motivés pour démontrer la suprématie de leur équipe nationale. De nombreux joueurs français jouent alors dans le « Calcio » : Zinédine Zidane (Juventus FC), Didier Deschamps (Juventus FC), Marcel Desailly (AC Milan), Youri Djorkaeff (Inter Milan), Lilian Thuram (Parme), Vincent Candela (AS Rome), Alain Boghossian (Sampdoria de Gênes). Laurent Blanc a quant à lui joué auparavant avec Naples au début de la décennie 1990 et Christian Karembeu a été joueur de la Sampdoria de Gênes de 1995 à 1997.
Après un début de compétition relativement aisé, tant la France que l'Italie ont eu du mal à accéder à ce quart de finale. Au tour précédent, face aux rugueux Norvégiens, la Squadra Azzurra ne s'est imposée que d'une courte tête (1-0). Même score pour la France face aux surprenants Paraguayens, les Bleus ne devant leur salut qu'au but en or de Laurent Blanc en toute fin des prolongations.
Si les Italiens ont gagné plus de confrontations, l'historique récent est en revanche clairement en faveur des Bleus, qui, avec 3 victoires et un nul n'ont plus perdu depuis la Coupe du monde 1978 contre leur rivaux du jour.

#### Le match
Le match est de bonne qualité, mais se termine par 0 – 0 après prolongation, les deux équipes ayant eu l’occasion de marquer sans y parvenir. 
Le résultat du match doit donc être décidé par l’épreuve des tirs au but. L'Équipe de France a plus de réussite en remportant l’épreuve par 4 à 3 (voir détails ci-après), l’issue du match étant décidée lorsque Luigi Di Biagio voit sa frappe heurter la barre transversale. Bixente Lizarazu (France) et Demetrio Albertini (Italie) avaient aussi échoué auparavant.
Parmi les images que l’on peut retenir de ce match, l'une montrant Thierry Henry cachant son visage avec le dos du maillot de David Trezeguet en attendant que Di Biagio tire au but, et plus tard une autre montrant des joueurs de l'équipe de France consolant leurs coéquipiers de l'équipe d'Italie qu’ils retrouveront bientôt dans le championnat italien.
Deux ans plus tard, l'équipe de France confirmera sa suprématie lors de l'Euro 2000, remporté en finale contre l'Italie, mais perdra la finale de la Coupe du monde 2006.
| 3 juillet 1998                              | Italie                                                 | 0 - 0 a. p.       | France                                        | Stade de France, Saint-Denis                 |                                              |
| 16 h 30 (UTC+1) · Historique des rencontres |                                                        | (0 - 0, 0 - 0)    |                                               | Spectateurs : 77 000 Arbitrage : Hugh Dallas | Spectateurs : 77 000 Arbitrage : Hugh Dallas |
| 16 h 30 (UTC+1) · Historique des rencontres | Del Piero 26e · Bergomi 28e · Costacurta 113e          | Rapport           | 53e Guivarc'h · 62e Deschamps ·               | Spectateurs : 77 000 Arbitrage : Hugh Dallas | Spectateurs : 77 000 Arbitrage : Hugh Dallas |
| 16 h 30 (UTC+1) · Historique des rencontres | R. Baggio · Albertini · Costacurta · Vieri · Di Biagio | Tirs au but 3 - 4 | Zidane · Lizarazu · Trezeguet · Henry · Blanc | Spectateurs : 77 000 Arbitrage : Hugh Dallas | Spectateurs : 77 000 Arbitrage : Hugh Dallas |

| Italie | France |

| ITALIE :        |    |                       |      |     |
|                 |    |                       |      |     |
| Gardien de but  | 12 | Gianluca Pagliuca     |      |     |
|                 | 02 | Giuseppe Bergomi      | 28e  |     |
|                 | 05 | Alessandro Costacurta | 113e |     |
|                 | 03 | Paolo Maldini         |      |     |
|                 | 04 | Fabio Cannavaro       |      |     |
|                 | 11 | Dino Baggio           |      | 52e |
|                 | 07 | Gianluca Pessotto     |      | 89e |
|                 | 14 | Luigi Di Biagio       |      |     |
|                 | 17 | Francesco Moriero     |      |     |
|                 | 21 | Christian Vieri       |      |     |
|                 | 10 | Alessandro Del Piero  | 26e  | 67e |
| Remplaçants :   |    |                       |      |     |
|                 | 09 | Demetrio Albertini    |      | 52e |
|                 | 18 | Roberto Baggio        |      | 67e |
|                 | 15 | Angelo Di Livio       |      | 89e |
| Sélectionneur : |    |                       |      |     |
| Cesare Maldini  |    |                       |      |     |

| FRANCE :        |    |                    |     |     |
|                 |    |                    |     |     |
| Gardien de but  | 16 | Fabien Barthez     |     |     |
|                 | 03 | Bixente Lizarazu   |     |     |
|                 | 05 | Laurent Blanc      |     |     |
|                 | 08 | Marcel Desailly    |     |     |
|                 | 15 | Lilian Thuram      |     |     |
|                 | 07 | Didier Deschamps   | 62e |     |
|                 | 17 | Emmanuel Petit     |     |     |
|                 | 19 | Christian Karembeu |     | 65e |
|                 | 10 | Zinédine Zidane    |     |     |
|                 | 06 | Youri Djorkaeff    |     |     |
|                 | 09 | Stéphane Guivarc'h | 53e | 65e |
| Remplaçants :   |    |                    |     |     |
|                 | 12 | Thierry Henry      |     | 65e |
|                 | 20 | David Trezeguet    |     | 65e |
| Sélectionneur : |    |                    |     |     |
| Aimé Jacquet    |    |                    |     |     |

### Demi-finale
| Match 62                                                    | France                               | 2 - 1   | Croatie                               | Stade de France, Saint-Denis                        |                                                     |
| 8 juillet 1998 · 21 h 0 (UTC+1) · Historique des rencontres | ( Djorkaeff) Thuram 47e · Thuram 70e | (0 - 0) | 46e Šuker (Asanović )                 | Spectateurs : 76 000 Arbitrage : José García-Aranda | Spectateurs : 76 000 Arbitrage : José García-Aranda |
| 8 juillet 1998 · 21 h 0 (UTC+1) · Historique des rencontres | Blanc 76e                            | Rapport | 45e Asanović · 75e Stanić · 88e Šimić | Spectateurs : 76 000 Arbitrage : José García-Aranda | Spectateurs : 76 000 Arbitrage : José García-Aranda |

| France | Croatie |

| FRANCE :        |    |                    |     |     |
|                 |    |                    |     |     |
| Gardien de but  | 16 | Fabien Barthez     |     |     |
|                 | 03 | Bixente Lizarazu   |     |     |
|                 | 15 | Lilian Thuram      |     |     |
|                 | 08 | Marcel Desailly    |     |     |
|                 | 05 | Laurent Blanc      | 76e |     |
|                 | 19 | Christian Karembeu |     | 31e |
|                 | 07 | Didier Deschamps   |     |     |
|                 | 17 | Emmanuel Petit     |     |     |
|                 | 06 | Youri Djorkaeff    |     | 77e |
|                 | 10 | Zinédine Zidane    |     |     |
|                 | 09 | Stéphane Guivarc'h |     | 68e |
| Remplaçants :   |    |                    |     |     |
|                 | 12 | Thierry Henry      |     | 31e |
|                 | 20 | David Trezeguet    |     | 68e |
|                 | 18 | Frank Lebœuf       |     | 77e |
| Sélectionneur : |    |                    |     |     |
| Aimé Jacquet    |    |                    |     |     |

| CROATIE :         |    |                   |     |     |
|                   |    |                   |     |     |
| Gardien de but    | 01 | Dražen Ladić      |     |     |
|                   | 04 | Igor Štimac       |     |     |
|                   | 06 | Slaven Bilić      |     |     |
|                   | 20 | Dario Šimić       | 88e |     |
|                   | 13 | Mario Stanić      | 75e | 89e |
|                   | 14 | Zvonimir Soldo    |     |     |
|                   | 17 | Robert Jarni      |     |     |
|                   | 10 | Zvonimir Boban    |     | 63e |
|                   | 07 | Aljoša Asanović   | 45e |     |
|                   | 19 | Goran Vlaović     |     |     |
|                   | 09 | Davor Šuker       |     |     |
| Remplaçants :     |    |                   |     |     |
|                   | 11 | Silvio Marić      |     | 63e |
|                   | 08 | Robert Prosinečki |     | 89e |
| Sélectionneur :   |    |                   |     |     |
| Miroslav Blažević |    |                   |     |     |

### Finale
| Finale                                                | Brésil            | 0 - 3   | France                                                                    | Stade de France, Saint-Denis                  |                                               |
| 12 juillet 1998 · 21 h 00 · Historique des rencontres |                   | (0 - 2) | · 27e Zidane (Petit ) · 45+1e Zidane (Djorkaeff ) · 90+3e Petit (Vieira ) | Spectateurs : 80 000 Arbitrage : Saïd Belqola | Spectateurs : 80 000 Arbitrage : Saïd Belqola |
| 12 juillet 1998 · 21 h 00 · Historique des rencontres | Júnior Baiano 33e | Rapport | 39e Deschamps · 47e, 68e Desailly · 55e Karembeu                          | Spectateurs : 80 000 Arbitrage : Saïd Belqola | Spectateurs : 80 000 Arbitrage : Saïd Belqola |

| Brésil | France |

| BRÉSIL :        |    |                  |  |     |        |
|                 |    |                  |  |     |        |
| Gardien de but  | 01 | Cláudio Taffarel |  |     |        |
|                 | 02 | Cafu             |  |     |        |
|                 | 03 | Aldair           |  |     |        |
|                 | 04 | Júnior Baiano    |  | 33e |        |
|                 | 06 | Roberto Carlos   |  |     |        |
|                 | 05 | César Sampaio    |  |     | 73e    |
|                 | 08 | Dunga            |  |     |        |
|                 | 10 | Rivaldo          |  |     |        |
|                 | 18 | Leonardo         |  |     | 46e MT |
|                 | 20 | Bebeto           |  |     |        |
|                 | 09 | Ronaldo          |  |     |        |
| Remplacements : |    |                  |  |     |        |
|                 | 19 | Denílson         |  |     | 46e MT |
|                 | 21 | Edmundo          |  |     | 73e    |
| Sélectionneur : |    |                  |  |     |        |
| Mário Zagallo   |    |                  |  |     |        |

| FRANCE :        |    |                    |          |     |
|                 |    |                    |          |     |
| Gardien de but  | 16 | Fabien Barthez     |          |     |
|                 | 15 | Lilian Thuram      |          |     |
|                 | 08 | Marcel Desailly    | 48e, 68e |     |
|                 | 18 | Frank Lebœuf       |          |     |
|                 | 03 | Bixente Lizarazu   |          |     |
|                 | 07 | Didier Deschamps   | 39e      |     |
|                 | 19 | Christian Karembeu | 56e      | 57e |
|                 | 17 | Emmanuel Petit     |          |     |
|                 | 10 | Zinédine Zidane    |          |     |
|                 | 06 | Youri Djorkaeff    |          | 74e |
|                 | 09 | Stéphane Guivarc'h |          | 66e |
| Remplacements : |    |                    |          |     |
|                 | 14 | Alain Boghossian   |          | 57e |
|                 | 21 | Christophe Dugarry |          | 66e |
|                 | 04 | Patrick Vieira     |          | 74e |
| Sélectionneur : |    |                    |          |     |
| Aimé Jacquet    |    |                    |          |     |

| Assistants : Mark Warren Achmat Salie Quatrième arbitre : Rahman Al-Zaid |

### Statistiques

#### Temps de jeu
| Joueur             |    |    |    |     |     |    |    | MJ | MT |
| ------------------ | -- | -- | -- | --- | --- | -- | -- | -- | -- |
| Gardien            |    |    |    |     |     |    |    |    |    |
| Fabien Barthez     | 90 | 90 | 90 | 114 | 120 | 90 | 90 | 7  | 7  |
| Lionel Charbonnier |    |    |    |     |     |    |    | 0  | 0  |
| Bernard Lama       |    |    |    |     |     |    |    | 0  | 0  |
| Défenseur          |    |    |    |     |     |    |    |    |    |
| Laurent Blanc      | 90 | 90 |    | 114 | 120 | 76 |    | 5  | 5  |
| Vincent Candela    |    |    | 90 |     |     |    |    | 1  | 1  |
| Marcel Desailly    | 90 | 90 | 90 | 114 | 120 | 90 | 68 | 7  | 7  |
| Frank Lebœuf       |    |    | 90 |     |     | 13 | 90 | 3  | 2  |
| Bixente Lizarazu   | 90 | 90 |    | 114 | 120 | 90 | 90 | 6  | 6  |
| Lilian Thuram      | 90 | 90 |    | 114 | 120 | 90 | 90 | 6  | 6  |
| Milieu             |    |    |    |     |     |    |    |    |    |
| Alain Boghossian   | 17 | 90 | 26 | 45  |     |    | 33 | 5  | 1  |
| Didier Deschamps   | 90 | 90 |    | 114 | 120 | 90 | 90 | 6  | 6  |
| Youri Djorkaeff    | 84 | 32 | 90 | 114 | 120 | 77 | 74 | 7  | 6  |
| Christian Karembeu |    |    | 90 |     | 65  | 31 | 57 | 4  | 4  |
| Emmanuel Petit     | 73 |    | 64 | 69  | 120 | 90 | 90 | 6  | 6  |
| Robert Pirès       |    | 11 | 71 | 49  |     |    |    | 3  | 1  |
| Patrick Vieira     |    |    | 90 |     |     |    | 16 | 2  | 1  |
| Zinédine Zidane    | 90 | 71 |    |     | 120 | 90 | 90 | 5  | 5  |
| Attaquant          |    |    |    |     |     |    |    |    |    |
| Bernard Diomède    |    | 58 | 90 | 76  |     |    |    | 3  | 3  |
| Christophe Dugarry | 64 | 30 |    |     |     |    | 24 | 3  | 1  |
| Stéphane Guivarc'h | 26 |    | 5  | 38  | 65  | 68 | 66 | 6  | 4  |
| Thierry Henry      | 90 | 79 | 19 | 65  | 55  | 59 |    | 6  | 3  |
| David Trezeguet    | 6  | 60 | 85 | 114 | 55  | 22 |    | 6  | 2  |

Légende : en italique, le joueur est remplaçant ; en rouge, le joueur est expulsé 

#### Buteurs
| Place | Joueur             | Poste | Buts | MJ | Temps | Adversaire                          |
| ----- | ------------------ | ----- | ---- | -- | ----- | ----------------------------------- |
| 1     | Thierry Henry      | A     | 3    | 6  |       | Afrique du Sud, Arabie Saoudite (2) |
| 2     | Emmanuel Petit     | M     | 2    | 6  |       | Danemark, Brésil                    |
| 2     | Lilian Thuram      | D     | 2    | 6  |       | Croatie (2)                         |
| 2     | Zinédine Zidane    | M     | 2    | 5  |       | Brésil (2)                          |
| 5     | Laurent Blanc      | D     | 1    | 5  |       | Paraguay                            |
| 5     | Youri Djorkaeff    | M     | 1    | 7  |       | Danemark                            |
| 5     | Christophe Dugarry | A     | 1    | 3  |       | Afrique du Sud                      |
| 5     | Bixente Lizarazu   | D     | 1    | 6  |       | Arabie Saoudite                     |
| 5     | David Trezeguet    | A     | 1    | 6  |       | Arabie Saoudite                     |

## Bilan
À 22 h 54, l'arbitre siffle la fin du match et l'équipe de France est sacrée championne du monde. Thierry Roland, commentateur télé du match, sur la chaîne privée TF1, déclare en direct « Ah ! C'est superbe ! Je crois qu'après avoir vu ça, on peut mourir tranquille ! Enfin, le plus tard possible quand même, mais on peut ! Ah c'est superbe ! Ah Quel pied ! Oh putain ! Oh c'est pas vrai ! » Le président Jacques Chirac remet alors le trophée au capitaine de l'équipe de France Didier Deschamps, qui le brandit sur la musique de Star Wars. Une foule envahit les Champs-Élysées et l'Arc de Triomphe est illuminé par les visages des joueurs, dans le cadre d'une opération promotionnelle de l'équipementier des Bleus (Adidas). Ils rentrent à Clairefontaine à trois heures du matin, où près de 10 000 personnes les attendent.
Le 13 juillet, les Bleus tentent de remonter les Champs-Élysées en triomphe à bord d'un bus à impériale. Il y a un peu plus de 500 000 personnes. La densité de la foule oblige à abréger cette remontée.
Les Bleus sont invités à la garden-party du 14 juillet au palais de l'Élysée. Aimé Jacquet y sera décoré de la légion d'honneur. L'équipe de France dans son ensemble en sera décorée le 1er septembre suivant.

## Les Yeux dans les Bleus
Ce film documentaire relate la vie de groupe des joueurs de l'équipe de France de football durant la coupe du monde 1998. Il a été réalisé par Stéphane Meunier. En 1999 Les Yeux dans les bleus reçoit le Sept d'or du meilleur documentaire.

## Autres matchs
Le 12 juin 2018, l'équipe est à nouveau réunie aux côtés de leur sélectionneur, Aimé Jacquet, pour disputer un match anniversaire des 20 ans de la victoire à la Coupe du monde à Paris La Défense Arena contre une équipe d'anciens internationaux des années 1990. Les deux seuls joueurs à manquer à l'appel sont David Trezeguet et Didier Deschamps, retenu en raison de la préparation de la Coupe du monde 2018 avec l'équipe de France dont il est le sélectionneur. Le score final est de 3-2 avec la victoire des Français.
| 12 juin 2018 | France                                                                                               | 3 - 2   | Sélection FIFA 98                                                                               | Paris La Défense Arena, Nanterre               |                                                |
| 21 h 00      | Henry 22e · Zidane 50e · Candela 60e                                                                 | (1 - 1) | 8e Morientes · 60e Mendieta                                                                     | Spectateurs : 30 000 Arbitrage : Bruno Derrien | Spectateurs : 30 000 Arbitrage : Bruno Derrien |
| 21 h 00      | Rapport                                                                                              |         |                                                                                                 | Spectateurs : 30 000 Arbitrage : Bruno Derrien | Spectateurs : 30 000 Arbitrage : Bruno Derrien |
| 21 h 00      | Barthez - Thuram, Blanc, Desailly, Lizarazu - Karembeu, Petit - Djorkaeff, Zidane, Henry - Guivarc'h | Équipes | Toldo - Zenoni, Šimić, Aldair, Saveljić - Tommasi, Davids, Stojković - Eto'o, Vieri, Stoitchkov | Spectateurs : 30 000 Arbitrage : Bruno Derrien | Spectateurs : 30 000 Arbitrage : Bruno Derrien |